# Miradź
Miradź [ˈmirat͡ɕ] là một ngôi làng thuộc khu hành chính của Gmina Człopa, thuộc hạt Wałcz, Tây Pomeranian Voivodeship, ở phía tây bắc Ba Lan. Nó nằm khoảng 12 kilômét (7 mi) phía tây bắc Człopa, 33 km (21 mi) về phía tây nam của Wałcz và 100 km (62 mi) về phía đông của thủ đô khu vực Szczecin.
Trước 1772, khu vực này là một phần của Vương quốc Ba Lan, 1772-1945 Phổ và Đức. Để biết thêm về lịch sử của nó, xem Quận Wałcz.
Làng có dân số 38 người.